# Gottfried Hain
Gottfried Hugo Waldemar Hain, född 20 oktober 1887 i Malmö, död 14 november 1983, var en svensk militär (generalmajor).

## Biografi
Hain var son till kronofogden Folke Hain och Charlotte Beijer samt bror till Erskine och Richard Hain. Efter officersexamen 1907 var Hain lärare vid Krigshögskolan 1925–1928, blev adjutant hos konungen 1925 (överadjutant 1937–1950) och var fortifikationsstabsofficer 1926–1929. Han var major vid generalstaben 1931–1934, chef för fälttelegrafkåren 1932–1937 samt överste och chef för Signalregementet 1937–1942. Han var därefter inspektör för signaltrupperna 1942–1948.
Han genomförde militärtjänstgöring i Storbritannien 1921 och 1923. Hain var ledamot av Kungliga Krigsvetenskapsakademien.
Hain ingick 1915 äktenskap med Alice Nobel (1893–1982), dotter till fabriksidkaren Carl Nobel och Mary Landzert. Han var far till Kitty (född 1916), Charlotte (född 1918), Erskine (1921–1944) och Alice (född 1932). Makarna Hain är begravda på Lidingö kyrkogård.

## Utmärkelser
Hains utmärkelser:
- Minnestecken med anledning av Konung Gustaf V:s 90-årsdag (GV:sJmtII)
- Minnestecken med anledning av Konung Gustaf V:s 70-årsdag (GV:sJmt)
- Minnestecken med anledning av Konung Gustaf V:s död (GV:sMt)
- Kommendör av 1. klass av Svärdsorden (KSO1kl)
- Riddare av Nordstjärneorden (RNO)
- Kommendör av Finlands Vita Ros’ orden (KFinlVRO)
- Kommendör av Lettiska Tre stjärnors orden (KLettTSO)
- Kommendör av Norska Sankt Olavs orden (KNS:tOO)
- Riddare av 1. klass av Spanska militärförtjänstorden med vitt kors (RSpMfOvk1kl)
- Landstormens silvermedalj (LandstSM)